# Pierre Dominique Garnier
Pour les articles homonymes, voir Pierre Garnier et Garnier.
Pierre Dominique Garnier, né le 19 décembre 1756 à Marseille et mort le 11 mai 1827 à Nantes, est un général français de la Révolution et de l’Empire.

## Biographie
Fils d’un géomètre-architecte-entrepreneur de Marseille, il s’engage en 1773 dans le régiment Beauce-Infanterie puis dans le régiment de l'Île-de-France et obtient son congé le 15 septembre 1779. Il quitte la France pour la Guadeloupe et sert comme volontaire dans les Dragons de la Guadeloupe, entre 1780 et 1787.

### Bataillon des Marseillais
De retour à Marseille il s'établit comme architecte, puis il prend part à la Révolution et est nommé capitaine de la garde nationale de Marseille puis colonel en second du bataillon fédéré de Marseille. C'est à la fin du banquet du 22 juin 1792 du bataillon fédéré de Marseille que des délégués du club de Montpellier chantent pour la première fois le Chant de guerre pour l'armée du Rhin. Le texte du chant est imprimé le lendemain dans le Journal des Départements méridionaux et des débats des Amis de la Constitution. Le 2 juillet 1792, le bataillon des fédérés de Marseille monte à Paris en emportant des exemplaires du chant qui est chanté et distribué au passage des villes. Il va devenir le Chant des Marseillais. Dans l'après-midi du 29 juillet 1792 le bataillon des Marseillais arrive à Paris. Il entre le premier dans le palais des Tuileries, le 10 août 1792 où il est blessé.

### Armée des Alpes et armée d'Italie
Le 15 septembre 1792, il est nommé sous-lieutenant à l'armée des Alpes, à l'état-major de Chambéry. Les représentants du peuple en mission de l'armée des Alpes le nomment lieutenant-colonel et envoyé en Corse le 8 octobre 1792. Le 20 janvier 1793, il est nommé à l'armée du Rhin.
Affecté à l’armée d’Italie, il est promu général de brigade le 12 septembre 1793 et il participe au siège de Toulon en novembre 1793 et notamment à l’attaque du fort Faron. Il est chargé de la répression du barbétisme dans le comté de Nice. Il est promu général de division le 20 décembre 1793 et commandant de la division des côtes de Toulon le 22 décembre. Le 20 avril 1794 il est nommé commandant d'une division de l'armée d'Italie. Le Comité de salut public le confirme dans son grade de général de division le 29 août 1794. Il combat les Piémontais dans la Vésubie et la Tinée. Il est remplacé par le général Sérurier le 1er août 1795. Il est nommé commandant d'une division de l'armée des Alpes en octobre 1795, puis de l'armée d'Italie où il commande la 6e division à la bataille de Montenotte. Enfin il est chargé de la lutte contre les barbets dans les montagnes de Tende.
Il est nommé à l'armée d'Italie le 14 juin 1797. Le 16 juillet 1798, il est nommé commandant des Basses-Alpes et des Alpes-Maritimes. Il a acheté à Nice une maison ayant appartenu à la famille Thaon de Revel.
Nommé commandant d'armes de Rome à la fin mai 1799, il participe à la défense de la République romaine, mais après avoir battu l'armée napolitaine à Monte-Rotondo, il a préféré traiter la capitulation de sa troupe de 3 500 hommes le 30 septembre 1799, avec le général Burchard et le commodore Townbridge contre le retour de ses hommes en France sans être échangés. Dénoncé au Premier consul, sa défense est acceptée.
En 1800 il participe à la défense du Var contre les troupes autrichiennes après le retrait de Nice du général Suchet, le 12 mai 1800. Il commande la 7e division qui est postée entre l'Estéron et Malaussène. Il est chargé de prendre Utelle et la vallée de la Vésubie. Après le retrait des troupes autrichiennes des Alpes-Maritimes, il commande dans les Alpes-Maritimes. Il a rédigé un carnet se trouvant aujourd'hui aux archives de la ville de Nice dans lequel se trouvent les noms de 138 barbets qui ont été arrêtés et fusillés en 1800 et 1801

### Réformé
Le 1er prairial an IX (21 mai 1801), il est mis au traitement de réforme. Le général Garnier pensait que c'était pendant le siège de Toulon qu'il avait froissé Bonaparte pour avoir sanctionné un officier de ses amis. Celui-ci lui reprochait aussi ses idées républicaines et de connaître les difficultés financières de la famille Bonaparte quand elle résidait à Marseille. Bonaparte jugeait qu'il n'était pas bon pour commander une division sur un champ de bataille mais qu'il était efficace pour commander contre les barbets.
Il utilise alors ses loisirs à dresser une carte du département des Alpes-Maritimes. Le musée Masséna possède les manuscrits de deux œuvres scientifiques qu'il a écrites, une Gnomonique pratique et une Cosmographie.

### Rappel par NapoléonIerjusqu'à sa mise à la retraite par Louis XVIII

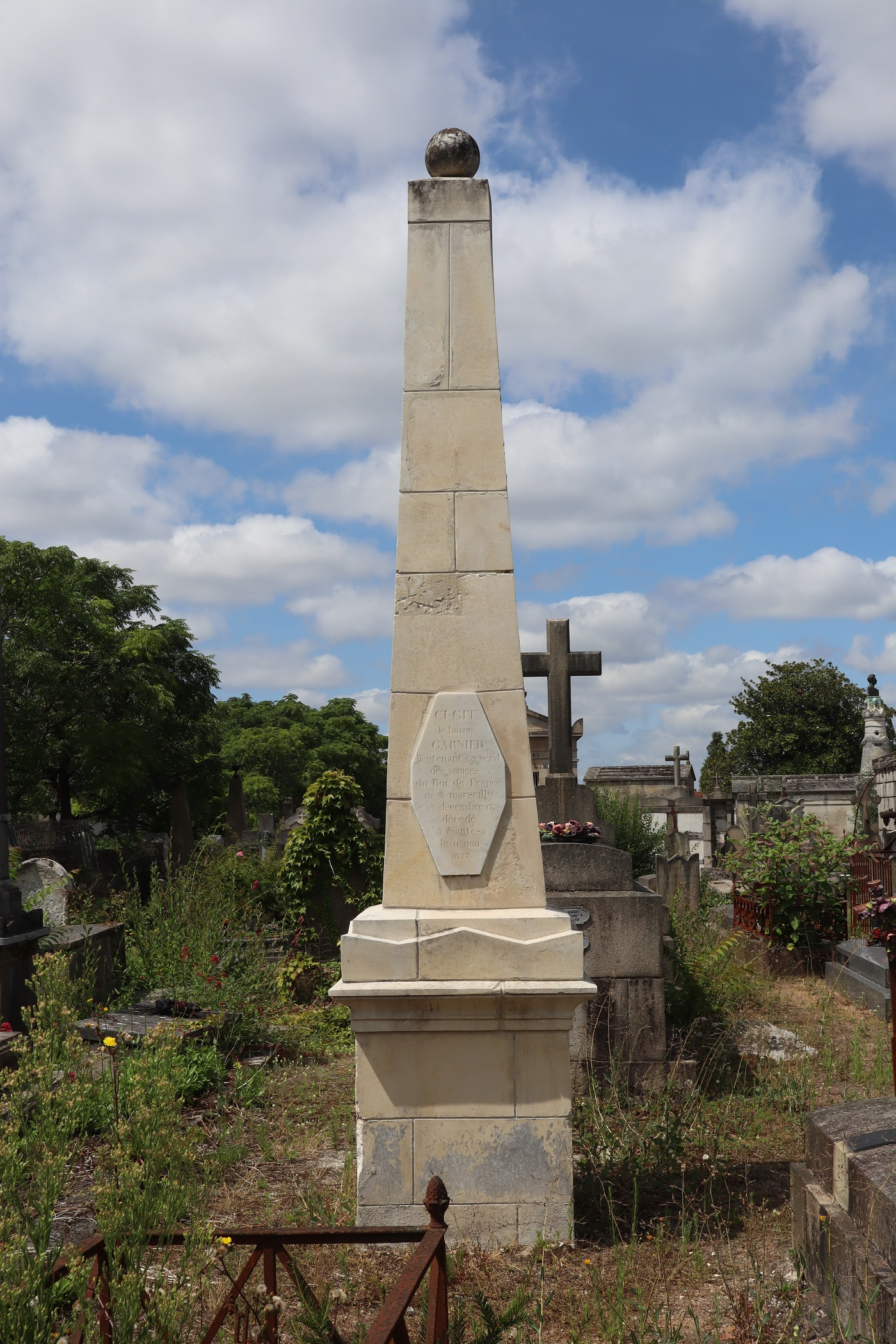
La tombe du baron Garnier au Cimetière Miséricorde de Nantes.

En 1809, Napoléon Ier rappelle Garnier de sa retraite et lui donne le commandement de la 4e division de réserve à Gand. Le 26 août 1811 il est nommé commandant d'armes à Barcelone, mais il est rappelé en France et mis à la retraite le 1er juillet 1812. Il séjourne à Paris.
Reçu par Napoléon le 4 avril 1813, il le fait officier de la Légion d'honneur et lui promet de le nommer dans l'armée des Alpes. L'empereur ne souhaite pas qu'il réside à Paris. Finalement, le 23 avril 1813, il est nommé commandant supérieur des provinces illyriennes. Il réside à Laybach, mais évacue l'Illyrie dans la nuit du 5 au 6 août, passe par Venise, puis Turin où il attend les ordres et demande à sévir contre les barbets.
Le 4 avril 1814, il est nommé commandant supérieur de la ville et de la citadelle de Blaye Il conserve ce poste pendant la première restauration de Louis XVIII. Le 5 octobre 1814 il reçoit la croix de chevalier de Saint-Louis et le 31 décembre 1814 il est fait baron. Il signe alors «général baron Garnier». Le 17 janvier 1815, Louis XVIII le nomme lieutenant-général, commandeur de la Légion d'honneur, lui donne une indemnité pour sa carte des Alpes-Maritimes, et le met à la retraite le 1er mars 1816. 
Au retour de Napoléon de l'île d'Elbe, il lui écrit pour obtenir un poste dans l'armée d'observation du Var en cours de création. Il n'obtient aucune réponse avant la bataille de Waterloo. Après les Cent-Jours, il demande de pouvoir se retirer à Nice où il a ses propriétés. Après le refus, il doit quitter Paris en 1816. Il meurt à Nantes, au no 7 de la rue Franklin, le 11 mai 1827.
Il est enterré au Cimetière Miséricorde de Nantes.
Son nom est gravé sur l'arc de triomphe de l'Étoile.

## Franc-maçon
Il préside la première loge maçonnique française à Nice à sa création, en 1796-1797, « Les Vrais Amis Réunis ». Il a été initié vers 1786 dans la loge « Aux Vrais Soutiens de la Guadeloupe ».

## Famille
- 1er mariage : un fils, Frédéric Garnier, officier, aide de camp du général Partouneaux, il fait parvenir au Premier consul un mémoire en faveur de son père. Probablement mort avant 1808.
- 2e mariage : veuf, il se remarie avec Marie Blanche Dominique Madeleine Rocca-Ceresola, le 25 août 1796, une fille, Marie Caroline Thérèse Antoinette, en 1797, et un fils, Frédéric, en 1808, désigné comme seul héritier mineur dans l'acte de décès de la Grande chancellerie, en 1827.